# اچ‌ام‌اس روچفورت (۱۸۱۴)
اچ‌ام‌اس روچفورت (۱۸۱۴) (به انگلیسی: HMS Rochfort (1814)) یک کشتی بود که طول آن ۱۹۲ فوت ۸٫۵ اینچ (۵۸٫۷۳۸ متر) بود. این کشتی در سال ۱۸۱۴ ساخته شد.